# K이론
수학에서 K이론(K理論, 영어: K-theory)은 위상 공간 또는 스킴 위에 존재하는 벡터 다발 또는 연접층을 다루는 분야다. 공간에 존재하는 이러한 다발 또는 층의 성질들로부터, 위상 공간 또는 스킴의 구조를 알 수 있다. 기하학과 위상수학, 대수학, 수론과 관련 있다.
K이론은 위상 공간 또는 스킴에서 관련 환으로 사상하는 K함자 계열의 구성을 포함한다. 이 환은 원래 공간이나 스킴의 구조의 일부 측면을 반영한다. 대수적 위상수학에서 군에 대한 함자와 마찬가지로 이 함자 사상의 이유는 원래 공간이나 스킴보다 사상된 환에서 일부 위상 성질을 계산하는 것이 더 쉽기 때문이다. K-이론 접근법에서 얻은 결과의 예로는 그로텐디크-리만-로흐 정리, 보트 주기성, 아티야-싱어 지표 정리 및 애덤스 연산이 있다.
수학 분야 분류(MSC 2010) 코드는 19.

## 그로텐디크 완비화
아벨 모노이드의 그로텐디크 완비화는 K이론을 정의하는 데 필수적인 과정이다. K이론의 모든 정의가 적절한 범주에서 아벨 모노이드를 구성하고 이 보편적인 구성을 통해 이를 아벨 군으로 바꾸는 것으로 시작하기 때문이다. 주어진 아벨 모노이드 {\displaystyle (A,+')}에 대해 {\displaystyle a_{1}+'b_{2}+'c=a_{2}+'b_{1}+'c}인 {\displaystyle c\in A}가 존재하는 경우, {\displaystyle \sim } 를 {\displaystyle A^{2}=A\times A}에서 정의된 관계
{\displaystyle (a_{1},a_{2})\sim (b_{1},b_{2})}
라 하자. 그렇게 그런 다음 집합 {\displaystyle G(A)=A^{2}/\sim }는 군 구조 {\displaystyle (G(A),+)}를 가지고 있다. 여기서,
{\displaystyle [(a_{1},a_{2})]+[(b_{1},b_{2})]=[(a_{1}+'b_{1},a_{2}+'b_{2})].}
이 군의 동치류는 아벨 모노이드 원소의 형식적 차(差)로 생각해야 한다. 이 군 {\displaystyle (G(A),+)}은 또한 {\displaystyle a\mapsto [(a,0)]}로 주어진 모노이드 준동형사상 {\displaystyle i:A\to G(A)}과 관련이 있다. 이는 보편 성질을 가지고 있다.
이 군을 더 잘 이해하려면 아벨 모노이드 {\displaystyle (A,+)}의 몇 가지 동치류를 고려하면 된다.  여기서 {\displaystyle A}의 항등원을 {\displaystyle 0}으로 적어서{\displaystyle [(0,0)]}가  {\displaystyle (G(A),+)}의 항등원이도록 한다. 첫 번째로, {\displaystyle c=0}으로 설정할 수 있고 동치 관계에서 방정식을 적용하여 {\displaystyle n=n}를 얻을 수 있기 때문에  {\displaystyle \forall n\in A}, {\displaystyle (0,0)\sim (n,n)}이다. 이것은
{\displaystyle [(a,b)]+[(b,a)]=[(a+b,a+b)]=[(0,0)]}
를 의미한다. 따라서 {\displaystyle G(A)}의 각 원소에 대한 덧셈 역원을 가지고 있다. 이것은 동치류 {\displaystyle [(a,b)]}를 형식적 차 {\displaystyle a-b}로 생각해야 한다는 힌트를 제공 한다.  또 다른 유용한 관찰은 스케일링에서 동치류의 불변성이다.
{\displaystyle (a,b)\sim (a+k,b+k)} {\displaystyle \forall k\in A.}
그로텐디크 완비화는 함자 {\displaystyle G:\mathbf {AbMon} \to \mathbf {AbGrp} }로 볼 수 있다.  해당 망각 함자 {\displaystyle U:\mathbf {AbGrp} \to \mathbf {AbMon} }에 인접하게 남겨지는 성질이 있다. 즉, 아벨 모노이드 {\displaystyle A}에서 아벨 군 {\displaystyle B}의 기저 아벨 모노이드로 가는 사상 {\displaystyle \phi :A\to U(B)}가 주어졌을 때, 유일한 아벨 군 사상 {\displaystyle G(A)\to B}이 존재한다.

### 자연수 구조의 예시
살펴볼 예가 되는 예는 {\displaystyle \mathbb {N} }의 그로텐디크 완비화이다.  {\displaystyle G((\mathbb {N} ,+))=(\mathbb {Z} ,+)}을 볼 수 있다. 모든 쌍 {\displaystyle (a,b)}에 대해 스케일링에서 불변성을 사용하여 극소 대표원 {\displaystyle (a',b')}을 찾을 수 있다. 예를 들어 스케일링 불변성에서 다음을 확인할 수 있다.
{\displaystyle (4,6)\sim (3,5)\sim (2,4)\sim (1,3)\sim (0,2)}
일반적으로 {\displaystyle k:=\min\{a,b\}}이다. 그러면,
{\displaystyle (a,b)\sim (a-k,b-k)} 형식인 것 {\displaystyle (c,0)} 또는 {\displaystyle (0,d).}
이것은 {\displaystyle (a,0)}를 양의 정수로 {\displaystyle (0,b)}를 음의 정수로 생각해야 함을 보여준다.

## 정의
K이론은 여러 가지가 있으나, 모두 어떤 기하학적 대상 위에, 그 위에 존재할 수 있는 벡터다발과 같은 구조들을 다룬다. 이러한 구조들은 (그로텐디크 군을 취하면) 자연스럽게 아벨 군을 이룬다. 이 군들을 K군(K群, 영어: K-group)이라고 하고, {\displaystyle K_{n}(M)}과 같이 쓴다. 여기서 {\displaystyle M}은 다루는 기하학적 대상이고, {\displaystyle n}은 대략 "다발의 차원"에 해당하는 정수인 지수다. {\displaystyle K_{n}}은 아벨 군의 범주로의 함자를 이룬다.
K이론에는 위상 K이론, 대수적 K이론, 작용소 K이론 등이 있다. 위상 K이론은 국소 콤팩트 하우스도르프 공간 위에 존재하는 벡터 다발들을 다룬다. 대수적 K이론은 환 위에 존재하는 특정한 호모토피 이론적 구조들을 다룬다. (이는 스킴 이론을 통해, 스킴 위에 존재하는 연접층으로 생각할 수 있다.) 작용소 K이론은 C* 대수 위에 존재하는 특정한 대수적 구조들을 다룬다. 이는 비가환 기하학을 통해, 비가환 공간 위에 존재하는 "벡터 다발"들로 생각할 수 있다.
K이론은 에일렌베르크-스틴로드 공리에 따라, 특수(extraordinary) 코호몰로지 이론을 이룬다. 즉, 차원 공리를 제외하고, 보통 코호몰로지의 성질들을 만족시킨다.

### 콤팩트 하우스도르프 공간에 대한 그로텐디크 군
주어진 콤팩트 하우스도르프 공간 {\displaystyle X}에 대해 {\displaystyle X} 위의 유한 차원 선형 다발의 동치류 집합 {\displaystyle {\text{Vect}}(X)}을 고려하자. 선형 다발 {\displaystyle \pi :E\to X}의 동형사상 동치류 {\displaystyle [E]}를 보자. 선형 다발의 동치류에 대해 직합이 잘 정의되므로 동치류에 다음과 같이 연산을 작성할 수 있다.
{\displaystyle [E]\oplus [E']=[E\oplus E']}
{\displaystyle ({\text{Vect}}(X),\oplus )}는 자명한 선형 다발 {\displaystyle \mathbb {R} ^{0}\times X\to X}에 의해 단위가 주어지는 아벨 모노이드이다. 그런 다음 그로텐디크 완비화을 적용하여 이 아벨 모노이드에서 아벨 군 을 얻을 수 있다. 이를 {\displaystyle X}의 K-이론이라하고 {\displaystyle K^{0}(X)}로 적는다.
세르-스완 정리와 어떤 대수를 사용하여 연속 복소 함수 환 {\displaystyle C^{0}(X;\mathbb {C} )}에 대한 선형 다발의 사영 가군 설명을 얻을 수 있다. 그런 다음 이들은 어떤 행렬환 {\displaystyle M_{n\times n}(C^{0}(X;\mathbb {C} ))}에서 멱등 행렬로 식별될 수 있다.   멱등 행렬의 동치류를 정의하고 아벨 모노이드 {\displaystyle {\textbf {Idem}}(X)}를 형성할 수 있다. 이의 그로텐디크 완비화도 {\displaystyle K^{0}(X)}라고 한다. 위상 공간에 대한 그로텐디크 군을 계산하는 주요 기술 중 하나는 아티야–히르체부르흐 스펙트럼 열에서 가져오므로 아주 쉽게 접근할 수 있다. 이 스펙트럼 열를 이해하는 데 필요한 유일한 계산은 구 {\displaystyle S^{n}}에 대해 군 {\displaystyle K^{0}}을 계산하는 것이다. 페이지 51-110

### 대수 기하학에서 선형 다발의 그로텐디크 군
대수 기하학에서 선형 다발을 고려하여 유사한 구성이 있다. 뇌터 스킴 {\displaystyle X}에 대해, {\displaystyle X} 위의 대수적 선형 다발의 모든 동치류 집합 {\displaystyle {\text{Vect}}(X)}가 있다. 그런 다음 이전과 같이 직합 {\displaystyle \oplus }이 선형 다발의 동형사상 동치류는 잘 정의되어 있으며, 아벨 모노이드 {\displaystyle ({\text{Vect}}(X),\oplus )}를 제공한다. 그런 다음 아벨 모노이드에 그로텐디크 구성을 적용하여 그로텐디크 군 {\displaystyle K^{0}(X)}이 정의된다.

### 대수기하학에서 연접층의 그로텐디크 군
대수기하학에서는 동일한 구성을 매끄러운 스킴를 통해 대수 선형 다발에 적용할 수 있다. 그러나 모든 뇌터 스킴 {\displaystyle X}에 대한 대안적 구성이 있다. 연접층 {\displaystyle \operatorname {Coh} (X)}의 동치류를 보면, 짧은 완전열
{\displaystyle 0\to {\mathcal {E}}'\to {\mathcal {E}}\to {\mathcal {E}}''\to 0.}
이 있는 경우 관계 {\displaystyle [{\mathcal {E}}]=[{\mathcal {E}}']+[{\mathcal {E}}'']}에 의해 수정할 수 있다. 이것은 그로텐디크 군 {\displaystyle K_{0}(X)}을 제공한다.  만약에 {\displaystyle X}가 매끄러우면 이는 {\displaystyle K^{0}(X)}과 동형이다. 군 {\displaystyle K_{0}(X)}에는 환 구조도 있기 때문에 특별하다. 그것을 다음과 같이 정의한다.
{\displaystyle [{\mathcal {E}}]\cdot [{\mathcal {E}}']=\sum (-1)^{k}\left[\operatorname {Tor} _{k}^{{\mathcal {O}}_{X}}({\mathcal {E}},{\mathcal {E}}')\right].}
그로텐디크-리만-로흐 정리를 사용하면
{\displaystyle \operatorname {ch} :K_{0}(X)\otimes \mathbb {Q} \to A(X)\otimes \mathbb {Q} }
는 환 동형사상이다. 따라서 교차 이론에 대해 {\displaystyle K_{0}(X)}를 사용할 수 있다.

## 역사
K이론은 알렉산더 그로텐디크가 1957년에 리만-로흐 정리와 히르체브루흐-리만-로흐 정리를 확장한 그로텐디크-히르체브루흐-리만-로흐 정리를 발표하면서 도입한 것으로 여길 수 있다. "K"는 독일어: Klasse 클라세[*]의 약자로, 특성류를 뜻한다. 그로텐디크가 창시한 이론은 대수적 K이론에서의 {\displaystyle K_{0}}에 해당한다.
그로텐디크는 대수적 다형체 {\displaystyle X}에서 연접층으로 작업해야 했다. 층으로 직접 작업하는 대신, 그는 층의 동치류를 군의 생성원으로 사용하여 군을 정의했으며, 두 층의 확장을 그들의 합으로 식별하는 관계에 따라 달라졌다. 결과로 나온 군은 국소 자유 층만 사용되는 경우 {\displaystyle K(X)}로, 모두 연접층인 경우 {\displaystyle G(X)}로 불린다. 이 두 구성 중 하나를 그로텐디크 군이라고 한다. {\displaystyle K(X)}는 코호몰로지적 행동을 하고 {\displaystyle G(X)}는 호몰로지적 행동을 한다.
{\displaystyle X}가 매끄러운 다형체인 경우 두 군은 동일하다. {\displaystyle X}가 매끄러운 아핀 다형체이라면, 국소적으로 자유 층의 모든 확장이 분할되므로 군은 대체적 정의를 갖는다.
위상수학에서는 선형 다발에 동일한 구성을 적용하여 1959년에 마이클 아티야 와 프리드리히 히르체브루흐가 위상 공간 {\displaystyle X}에 대해 {\displaystyle K(X)}를 정의하고 보트 주기성 정리를 사용하여 이를 놀라운 코호몰로지 이론의 기초로 삼았다. 그것은 아티야-싱어 지표 정리 (1962년경)의 두 번째 증명에서 중요한 역할을 했다. 게다가 이 접근법은 C*-대수에 대한 비가환 K-이론으로 이어졌다.
이미 1955년에 장피에르 세르는 사영 가군이 있는 선형 다발의 유추를 사용하여 다항식 환 위에 유한하게 생성된 모든 사영 가군이 자유 가군이라는 세르 추측을 공식화했다. 이 주장은 맞지만 20년이 지나도록 해결되지 않았다. (스완 정리는 이 비유의 또 다른 측면이다.)
대수적 K이론의 다른 역사적 기원은 나중에 화이트헤드 비틀림으로 알려지게 된 화이트헤드와 다른 사람들의 작업이다.
고차 K이론 함자에 대한 다양한 부분적 정의가 있었던 기간이 뒤따랐다. 마지막으로 1969년과 1972년에 호모토피 이론을 사용하여 대니얼 퀼런이 두 가지 유용하고 동등한 정의를 제공했다. pseudo-isotopies 연구와 관련된 공간의 대수적 K이론을 연구하기 위해 프리드헬름 발트하우젠이 변형을 제공했다. 더 높은 K이론에 대한 많은 현대 연구는 대수 기하학 및 동기 코호몰로지 연구와 관련이 있다. 1973년에 대니얼 퀼런이 고차 대수적 K군({\displaystyle K_{3}}, {\displaystyle K_{4}}, …)을 정의하였다.
보조 이차 형식을 포함하는 해당 구성은 L-이론으로 불린다. 그것은 수술 이론의 주요 도구이다.
끈 이론에서 라몬드-라몬드 장 강도와 안정적인 D-막의 전하의 K-이론 분류는 1997년에 처음 제안되었다. 끈 이론의 D-막들이 시공간의 위상 K이론으로 분류된다는 사실이 밝혀졌다.

## 예 및 성질

### 체의 K0
그로텐디크 군의 가장 쉬운 예는 체 {\displaystyle \mathbb {F} }에 대한 점 {\displaystyle {\text{Spec}}(\mathbb {F} )}의 그로텐디크 군이다. 이 공간 위의 선형 다발은 유한 차원 선형 공간이며, 이는 연접층 범주의 자유 대상이므로 사영이므로 동치류의 모노이드는 {\displaystyle \mathbb {N} }과 같고  선형 공간의 차원에 해당한다. 이 그로텐디크 군이 {\displaystyle \mathbb {Z} }이라는 것을 보이는 것은 쉬운 연습이다.

### 체에 대한 아틴 대수의 K0
뇌터 스킴 {\displaystyle X}의 그로텐디크 군의 중요한 성질 중 하나는 그것은 축소 하에서 불변이라는 것이다. 즉, {\displaystyle K(X)=K(X_{\text{red}})}. 따라서 아틴 {\displaystyle \mathbb {F} }-대수의 그로텐디크 군은 {\displaystyle \mathbb {Z} }들의 직합이다. 이때 {\displaystyle \mathbb {Z} }는 스펙트럼의 연결성분 당 하나씩이다. 예를 들어,{\displaystyle K_{0}\left({\text{Spec}}\left({\frac {\mathbb {F} [x]}{(x^{9})}}\times \mathbb {F} \right)\right)=\mathbb {Z} \oplus \mathbb {Z} }

### 사영 공간의 K0
그로텐디크 군의 가장 일반적으로 사용되는 계산 중 하나는 체 위의 사영 공간 {\displaystyle K(\mathbb {P} ^{n})}에 대한 계산이다. 이것은 사영 공간 {\displaystyle X}의 교차수를 매장 {\displaystyle i:X\hookrightarrow \mathbb {P} ^{n}}과 밂 당김 공식 {\displaystyle i^{*}([i_{*}{\mathcal {E}}]\cdot [i_{*}{\mathcal {F}}])}을 사용하여 계산할 수 있기 때문이다. 이렇게 하면 {\displaystyle K(X)}의 원소를 사용하여 구체적인 계산을 수행할 수 있다. 왜냐하면{\displaystyle K(\mathbb {P} ^{n})={\frac {\mathbb {Z} [T]}{(T^{n+1})}}}이므로 구조를 명시적으로 알 필요 없기 때문이다. {\displaystyle \mathbb {P} ^{n}}의 그로텐디크 군을 결정하는 한 가지 기법은  다음과 같은 계층화에서 비롯된다.{\displaystyle \mathbb {P} ^{n}=\mathbb {A} ^{n}\coprod \mathbb {A} ^{n-1}\coprod \cdots \coprod \mathbb {A} ^{0}}아핀 공간에 대한 연접층의 그로텐디크 군은 {\displaystyle \mathbb {Z} }와 동형이기 때문에  {\displaystyle \mathbb {A} ^{n-k_{1}},\mathbb {A} ^{n-k_{2}}}의 교집합은  일반적으로 {\displaystyle k_{1}+k_{2}\leq n}에 대해{\displaystyle \mathbb {A} ^{n-k_{1}}\cap \mathbb {A} ^{n-k_{2}}=\mathbb {A} ^{n-k_{1}-k_{2}}}

### 사영 다발의 K0
그로텐디크 군에 대한 또 다른 중요한 공식은 사영 다발 공식이다. 주어진 랭크 {\displaystyle r} 선형 다발 {\displaystyle {\mathcal {E}}} 뇌터 스킴 {\displaystyle X}을 통해, 사영 다발의 그로텐디크 군 {\displaystyle \mathbb {P} ({\mathcal {E}})=\operatorname {Proj} (\operatorname {Sym} ^{\bullet }({\mathcal {E}}^{\vee }))}는 기저가{\displaystyle 1,\xi ,\dots ,\xi ^{n-1}}인 랭크 {\displaystyle r} 자유 {\displaystyle K(X)}-가군이다. 이 공식을 사용하면 {\displaystyle \mathbb {P} _{\mathbb {F} }^{n}}의 그로텐디크 군을 계산할 수 있다. 이렇게 하면 {\displaystyle K_{0}} 또는 히르체부르흐 곡면을 계산할 수 있다. 또한 이것이 체 {\displaystyle \mathbb {F} } 위의 사영 다발임을 관찰함으로써 그로텐디크 군 {\displaystyle K(\mathbb {P} ^{n})}을 계산하는 데 사용할 수 있다.

### 특이 공간의 K0와 분리된 몫 특이점이 있는 공간
{\displaystyle K^{0}(X)}와  {\displaystyle K_{0}(X)}의 차이를 계산하는데서 오는 사소한 특이점을 가진 공간의 그로텐디크 군을 계산하는 최근 기법 중 하나는, 이는 모든 선형 다발이 연접층으로 동등하게 설명될 수 있다는 사실에서 비롯된다. 이것은 유도된 비가환 대수 기하학 에서 Singularity 범주 {\displaystyle D_{sg}(X)}의 그로텐디크 군을 사용하여 수행된다.. 다음으로 시작하는 긴 완전열을 제공한다.{\displaystyle \cdots \to K^{0}(X)\to K_{0}(X)\to K_{sg}(X)\to 0}여기서 고차 항은 고차 K-이론에서 나온다. 매끄러운 영점 {\displaystyle X_{sm}\hookrightarrow X}들 위의 선형 다발 {\displaystyle E\to X_{sm}}로 제공된 특이한 {\displaystyle X}의 선형 다발에 유의하자. 이것은 일반적으로 분리된 몫 특이점을 가지기 때문에 가중 사영 공간에서 그로텐디크 군을 계산하는 것을 가능하게 한다. 특히 이러한 특이점에 등방 군 {\displaystyle G_{i}}들이 있는 경우, 사상{\displaystyle K^{0}(X)\to K_{0}(X)}는 단사이고 여핵은 {\displaystyle n=\dim X}인 {\displaystyle {\text{lcm}}(|G_{1}|,\ldots ,|G_{k}|)^{n-1}}에 의해 소멸된다. 3페이지

### 매끄러운 사영 곡선의 K0
매끄러운 사영 곡선 {\displaystyle C}에 대해, {\displaystyle C}의 피카르 군의 그로텐디크 군은{\displaystyle K_{0}(C)=\mathbb {Z} \oplus {\text{Pic}}(C)}이는 대수적 K-이론의 브라운-게르스텐-퀼런 스펙트럼 열 72쪽에서 유래한다. 체에 대한 유한 유형의 정규 스킴의 경우, 여차원 {\displaystyle p}인 부분 스킴 {\displaystyle x:Y\to X}들의 집합을 의미하는 여차원 {\displaystyle p}인 점들의 집합 {\displaystyle X^{(p)}}에 대해 수렴 스펙트럼 열이 있다.{\displaystyle E_{1}^{p,q}=\coprod _{x\in X^{(p)}}K^{-p-q}(k(x))\Rightarrow K_{-p-q}(X)}여기서 {\displaystyle k(x)}는 부분 스킴의 대수적 함수체이다. 이 스펙트럼 열은 성질 pg 80{\displaystyle E_{2}^{p,-p}\cong {\text{CH}}^{p}(X)}을 가진다. {\displaystyle X}의 저우 환의 경우, 본질적으로 {\displaystyle K_{0}(C)}의 계산을 제공한다. 왜냐하면 {\displaystyle C}가 여차원 {\displaystyle 2}인 점을 갖지 않기 때문에, 스펙트럼 열의 유일한 중요하지 않은 부분은 {\displaystyle E_{1}^{0,q},E_{1}^{1,q}}이다. 따라서{\displaystyle {\begin{aligned}E_{\infty }^{1,-1}\cong E_{2}^{1,-1}&\cong {\text{CH}}^{1}(C)\\E_{\infty }^{0,0}\cong E_{2}^{0,0}&\cong {\text{CH}}^{0}(C)\end{aligned}}}그런 다음 coniveau 여과를 사용하여 {\displaystyle K_{0}(C)}을 완전열{\displaystyle 0\to F^{1}(K_{0}(X))\to K_{0}(X)\to K_{0}(X)/F^{1}(K_{0}(X))\to 0}을 제공하므로 원하는 명시적 직합으로 결정할 수 있다. 여기서 왼쪽 항은 {\displaystyle {\text{CH}}^{1}(C)\cong {\text{Pic}}(C)}과 동형이다. 오른쪽 항은 {\displaystyle CH^{0}(C)\cong \mathbb {Z} }과 동형이다.  {\displaystyle {\text{Ext}}_{\text{Ab}}^{1}(\mathbb {Z} ,G)=0}이므로, 동형사상을 제공하는 분리 위의 아벨 군의 열를 가진다. 만약 {\displaystyle C}가 {\displaystyle \mathbb {C} } 위의 종수 {\displaystyle g}의 매끄러운 사영 곡선이면,{\displaystyle K_{0}(C)\cong \mathbb {Z} \oplus (\mathbb {C} ^{g}/\mathbb {Z} ^{2g}).}또한, 고립된 특이점에 대해 유도된 특이점 범주를 사용하는 위의 기술은 고립된 코언-매콜리 특이점으로 확장되어 모든 특이 대수 곡선의 그로텐디크 군을 계산하는 기술을 제공한다. 축소는 일반적으로 매끄러운 곡선을 제공하고 모든 특이점은 코언-매콜리이기 때문이다.

## 응용

### 가상 다발
그로텐디크 군의 유용한 응용 중 하나는 가상 선형 다발을 정의하는 것이다. 예를 들어 매끄러운 공간을 삽입한 경우 {\displaystyle Y\hookrightarrow X} 짧은 완전열이 있다.
{\displaystyle 0\to \Omega _{Y}\to \Omega _{X}|_{Y}\to C_{Y/X}\to 0}
여기서 {\displaystyle C_{Y/X}}는 {\displaystyle X}에서 {\displaystyle Y}의 여법 다발이다. 특이 공간 {\displaystyle Y}이 있다면  매끄러운 공간 {\displaystyle X}에 묻힌 가상 여법 다발을 다음과 같이 정의한다.
{\displaystyle [\Omega _{X}|_{Y}]-[\Omega _{Y}]}
가상 다발의 또 다른 유용한 적용은 공간 교차점의 가상 접다발의 정의이다. {\displaystyle Y_{1},Y_{2}\subset X}를 매끄러운 사영 다형체의 사영 부분 다형체이라 하자. 그런 다음 교집합 {\displaystyle Z=Y_{1}\cap Y_{2}}의 가상 접다발을 정의할 수 있다.
{\displaystyle [T_{Z}]^{vir}=[T_{Y_{1}}]|_{Z}+[T_{Y_{2}}]|_{Z}-[T_{X}]|_{Z}.}
콘세비치는 그의 논문 중 하나에서 이 구성을 사용한다.

### 천 특성
천 특성류는 공간의 위상 K-이론에서 유리 코호몰로지(의 완비)로 가는 환의 동형사상을 구성하는 데 사용할 수 있다. 선다발 {\displaystyle L}의 경우 천 특성 ch는 다음과 같이 정의된다.
{\displaystyle \operatorname {ch} (L)=\exp(c_{1}(L)):=\sum _{m=0}^{\infty }{\frac {c_{1}(L)^{m}}{m!}}.}
더 일반적으로, 만약 {\displaystyle V=L_{1}\oplus \dots \oplus L_{n}} 첫 번째 천 특성류 {\displaystyle x_{i}=c_{1}(L_{i})}가 있는 선다발의 직합이다.  천 특성은 가법적으로 정의된다.
{\displaystyle \operatorname {ch} (V)=e^{x_{1}}+\dots +e^{x_{n}}:=\sum _{m=0}^{\infty }{\frac {1}{m!}}(x_{1}^{m}+\dots +x_{n}^{m}).}
천 특성은 텐서 곱의 천 특성류 계산을 용이하게 하기 때문에 부분적으로 유용하다. 천 특성는 히르체부르흐-리만-로흐 정리에서 사용된다.

## 등변 K-이론
등변 대수적 K-이론은 범주와 관련된 대수적 K-이론이다. {\displaystyle \operatorname {Coh} ^{G}(X)} 대수적 스킴에서 등변 연접층 {\displaystyle X} 선형 대수 군 {\displaystyle G}의 작용으로, 퀼런의 Q-구성을 통해; 따라서 정의에 따라
{\displaystyle K_{i}^{G}(X)=\pi _{i}(B^{+}\operatorname {Coh} ^{G}(X)).}
특히, {\displaystyle K_{0}^{G}(C)}는 {\displaystyle \operatorname {Coh} ^{G}(X)}의 그로텐디크 군이다. 이 이론은 1980년대에 토마슨에 의해 개발되었다. 구체적으로 그는 국소화 정리와 같은 기본 정리의 등변적으로 유사한 명제를 증명했다.

## 같이 보기
- 그로텐디크-리만-로흐 정리
- 보트 주기성
- KK 이론
- KR-이론
- 코호몰로지 이론 목록
- 대수적 K-이론
- 위상 K-이론
- 연산자 K 이론
- 물리학에서 K이론